# 彼得·卡尔·法贝热
彼得·卡尔·法贝热（俄語：Карл Густавович Фаберже，1846年5月30日—1920年7月24日）是俄罗斯一位著名金匠，珠宝首饰匠人、工艺美术设计家。
彼得·卡尔·法贝热于1846年旧历5月30日出生于圣彼得堡，曾留学德国、意大利、法国、英格兰等地。其父亲古斯塔夫·法贝热在1842年在圣彼得堡成为珠宝匠人，制作装饰品。彼得·卡尔·法贝热于1870年子承父业，1882年在莫斯科举行全俄展览会上，其产品遐迩驰名，欧洲各国皇家争相购买。
在其儿子和朋友的帮助下，法贝热成为世人公认的伟大设计家。专门加工金，银，孔雀石，玉石，青金石等贵金属和宝石的材料。他对传统珠宝设计和制造进行了大胆的革新。其许多作品具有法国路易十六世时代的艺术风格。在莫斯科、基辅和伦敦都开设了由他指导的独立作坊。
法贝热的作坊因为精致和巧妙的作品而闻名于世，其制作的复活节蛋（法貝熱彩蛋），被俄国和各国皇室皆视为珍品。1886年，法贝热被封为“皇家御用珠宝师”。1885年，他接到了那个著名的订单：沙皇亚历山大三世命令他为皇后做一枚复活节彩蛋。
法贝热富有想象力的优秀作品一直制作到1917年俄国革命。革命后他流亡瑞士，1920年于洛桑逝世。